# Drypetacris nigrovittata
Drypetacris nigrovittata är en insektsart som beskrevs av Marius Descamps 1978. Drypetacris nigrovittata ingår i släktet Drypetacris och familjen Romaleidae. Inga underarter finns listade i Catalogue of Life.